# خوک زگیل‌دار سیبویی
خوک زگیل‌دار سیبویی (نام علمی: Sus cebifrons cebifrons) نام یک زیرگونه از گونه خوک زگیل‌دار ویسایان است.